# Herbert Wieger
Herbert „Mucki“ Wieger (* 7. Februar 1972 in Linz) ist ein österreichischer Fußballspieler auf der Position eines Stürmers. Momentan ist er beim TuS Krieglach aktiv.

## Karriere
Wieger begann seine Karriere bei First Vienna FC 1894, ehe er nach Steyr zum SK Vorwärts Steyr ging, mit welchem er im Jahre 1990 in die Bundesliga aufstieg. Dieser Erfolg gelang ihm auch mit dem Grazer AK 1995, dem FC Admira Wacker Mödling 2000 und dem Kapfenberger SV im Jahre 2008.
Beim KSV besetzte er neben seiner Stürmerrolle gleichzeitig auch die Position des Sportdirektors und des Vizekapitäns der Mannschaft. Nach der Saison 2008/09 beendete Wieger seine aktive Karriere als Fußballspieler, setzt aber seine Karriere als Sportdirektor weiter fort. Seit Mai 2009 ist Wieger auch noch Akademieleiter in Kapfenberg. Kurz vor Beginn der Saison 2009/10 gab er bekannt, seine Karriere doch fortzusetzen, wobei er sich mit Kurzeinsätzen begnügen würde. Er half zudem in der 2. Kapfenberger Mannschaft den KSV Amateuren als Stürmer aus.
Zum Ende der Saison 2011/12 beendete Wieger seine aktive Karriere und wechselte im Anschluss in die Position als Co-Trainer bei den KSV Amateuren.
Ab Juli 2013 kam es zu einem „Da capo“, indem er für den unterklassigen steirischen Verein SVA Kindberg spielte, ab Juli 2015 wechselte er innerhalb des Steirischen Verbandes zum SC Bruck/Mur in die Unterliga Nord. Im Jänner 2017 wurde bekannt, dass "Mucki" sich im Alter von 44 Jahren dem SV Thörl aus der Oberliga Nord anschließt.

## Erfolge
- 4× Olympiateam
- BL-Aufstieg mit dem SK Vorwärts Steyr (1990)
- BL-Aufstieg mit dem GAK (1995)
- BL-Aufstieg mit dem FC Admira Wacker Mödling (2000)
- Supercupsieger mit dem GAK (2000)